# بیو، آلپ-ماریتیم
بیو، آلپ-ماریتیم (به فرانسوی: Biot) یک کمون در فرانسه است که در canton of Antibes-Biot واقع شده‌است.

## خصوصیات
بیو ۱۵٫۵۴ کیلومترمربع مساحت و ۹٬۱۶۰ نفر جمعیت دارد.